# Qarah Yātāq
Qarah Yātāq (persiska: قره ياتاق) är en ort i Iran.   Den ligger i provinsen Ardabil, i den nordvästra delen av landet, 500 km nordväst om huvudstaden Teheran. Qarah Yātāq ligger 1 008 meter över havet och antalet invånare är 136.
Terrängen runt Qarah Yātāq är huvudsakligen kuperad, men åt sydväst är den bergig. Runt Qarah Yātāq är det ganska tätbefolkat, med 70 invånare per kvadratkilometer. Närmaste större samhälle är Germī, 10,8 km väster om Qarah Yātāq. Trakten runt Qarah Yātāq består till största delen av jordbruksmark.